# I ragazzi della via Pál (miniserie televisiva)
I ragazzi della via Pál è una miniserie televisiva diretta da Maurizio Zaccaro, tratta dall'omonimo romanzo di Ferenc Molnár.
La prima messa in onda è avvenuta mercoledì 3 e giovedì 4 dicembre 2003 su Canale 5 alle 21:00. La prima puntata è stata seguita da 5.911.000 telespettatori (share 23,02%) e la seconda da 7.143.000 telespettatori (share 27,08%).

## Trama
Il film è ambientato a Budapest nel 1905. Due bande di ragazzi si contrappongono. Da una parte "i ragazzi della Via Pál", dall'altra le "camicie rosse". Il campo di battaglia è proprio l'area intorno alla Via Pál. La trama presenta diverse differenze rispetto a quella del romanzo: si narra, ad esempio, di un'amicizia tra la nonna di Csele e il guardiano Jano, entrambi personaggi assolutamente marginali (la nonna, addirittura, nel romanzo è soltanto nominata).

## Produzione
Il film è stato girato interamente a Budapest.